# Intercoton
L’Organisation interprofessionnelle agricole de la filière coton ou Intercoton est créée en 2000. Elle assure la représentation auprès de l'Etat Ivoirien, des tiers ainsi que la gestion de la filière coton.

## Histoire
Intercoton est créée le 22 novembre 2000 selon les dispositions la loi no 60-315 du 21 septembre 1960 et structurée le 18 décembre 2013 conformément à l'ordonnance no 2011-473 du 21 décembre 2011 relative aux organisations interprofessionnelles agricoles (AIO).
Elle est aujourd'hui régit par le décret no 2014-514 du 15 septembre 2014 portant reconnaissance de l'Organisation Interprofessionnelle Agricole de la filière Coton en Côte d'Ivoire. Elle est la première AIO reconnue comme telle par les autorités ivoiriennes conformément aux dispositions en vigueur. Moussa Soro est réélu pour son deuxième mandat le 18 août 2023,.

## Mission
L'organisation a pour mission de réunir les organisations professionnelles de la production, de la transformation et la commercialisation en matière cotonnière, ainsi que les opérateurs exerçant des activités connexes. Son but est de renforcer l'efficacité et la cohésion de la filière coton,,.